# Walter Services
Die walter services Holding GmbH mit Hauptsitz in Königswinter (Nordrhein-Westfalen) fungiert als Dachgesellschaft für diverse Tochtergesellschaften, die Outsourcing-Dienstleistungen für die Bereiche Kundenservice und Vertrieb anbieten. Hierzu gehören vor allem der Betrieb von Servicecentern für eingehende (Inbound-) und ausgehende (Outbound-)Telefonie, z. B. für Telefonmarketing, Kundenbetreuung, Kundendienst, E-Mails sowie BPO, Customer Services, IT- und Sales-Services.

## Organisation
Das Unternehmen wurde 1978 gegründet, war zunächst eine Tochtergesellschaft der Walter Marketing und firmierte bis Ende 2006 als walter TeleMedien. Zur Walter-Gruppe gehörten ursprünglich die walter teleMarketing & Vertrieb (WTV), walter TeleMedien Service (WTMS), TS TeleMarketing Service, seit 1998 seka-team aus Hamburg und Promota TeleMedien aus Bielefeld sowie seit 2001 eVox.
Zu Jahresbeginn 2007 wurde walter TeleMedien in walter services umbenannt. Mit der Verschmelzung der Marke ging eine Aufteilung in regionale Vertriebsregionen einher.
Das Unternehmen war an Standorten in Deutschland, Österreich, der Schweiz, Polen und Rumänien vertreten. In den 2000er Jahren expandierte walter services durch Übernahmen. In die Schlagzeilen kam walter services unter anderem durch die Übernahme mehrerer Standorte der Telekom-Tochter Vivento in den Jahren 2006 und 2007 sowie zweier ehemaliger Quelle-Servicecenter im Jahr 2009.
2004 schloss walter services als erstes Unternehmen der deutschen Callcenter-Branche mit Ver.di einen Rahmentarifvertrag zur Festlegung von Jahresarbeitszeitkonten und Urlaubsanspruch ab. 2009 folgte nach zähen Verhandlungen und diversen Streiks der branchenweit erste Entgelttarifvertrag, der für die Beschäftigten deutschlandweit einheitliche Gehaltsstrukturen beinhaltet und als richtungsweisend gilt.
Zum 1. Januar 2013 übernahm walter services den Standort Marburg des Unternehmens Unitymedia.
Mit Jahresbeginn 2013 wurde das Flensburger Unternehmen Perry & Knorr Communications mit über 1500 Mitarbeitern und 35 Mio. Euro Umsatz übernommen.
Ende Juli 2013 beantragten die Gesellschafter aufgrund drohender Zahlungsunfähigkeit, walter services unter einen Schutzschirm zu stellen, um eine Planinsolvenz einzuleiten und die mögliche Rettung zu versuchen. Allerdings hatte der bis dahin größte Kunde zahlreiche Auftragsvolumen drastisch gekürzt. Mit einer Radikalsanierung sollte versucht werden, das Unternehmen zu retten: Die Standorte Lübeck mit 269 Beschäftigten und Schutterwald bei Offenburg mit 150 Mitarbeitern wurden aufgegeben. Standorte in Cottbus, Dresden, Frankfurt (Main), Magdeburg wurden von deutschen Wettbewerbern übernommen. Außerdem wurde mit der Homechannel24 GmbH ein standortunabhängiges Home-Office Modell als Service Lösung für das Peak Management eingeführt.
Mit Abschluss des Schutzschirmverfahrens im Januar 2014 wurde der heutige Geschäftsinhaber, Meinolf Brauer, als CEO installiert. Im selben Jahr wurden Sanierung, Umstrukturierung und Modernisierung des gesamten Unternehmens vorangetrieben. 2015 wurden die Standorte der Perry & Knorr GmbH sowie die Auslandsgesellschaften an einen französischen Dienstleistungskonzern übergeben.
2016 wurde die walter cloud services GmbH am Markt platziert.
Zu Januar 2017 wurde – einschließlich u. a. der Service-Verträge mit den DuMont-Blättern Berliner Kurier, Berliner Zeitung, Express, Hamburger Morgenpost, Kölner Stadt-Anzeiger, Kölnische Rundschau und Mitteldeutsche Zeitung – die damalige »DuMont Dialag« mit Standorten in Berlin und Halle (Saale) übernommen; der Standort Berlin wurde jedoch bereits Mitte des Jahres geschlossen. Das mittlerweile inhabergeführte Unternehmen war damit auf neun Standorte in Deutschland angewachsen.
Zu August 2024 wurde das bis dahin zu Sky Deutschland gehörende Service Center Teltow übernommen.
Zu August 2025 wurde die bis dahin zur WPP Group gehörende GKK DialogGroup übernommen.

## Gesellschafter
Zunächst war die Beisheim Holding Schweiz AG (Otto Beisheim) Haupteigentümer. 2006 verkaufte sie ihren 70-prozentigen Anteil an den niederländischen Private-Equity-Investor Gilde Buy Out Partners. 2008 übernahmen die beiden Finanzinvestoren Odewald & Compagnie und Capiton AG einen Großteil dieser Anteile von Gilde. Seit 2011 ist Walter Services mehrheitlich im Besitz der Investoren H.I.G. Europe und Anchorage Capital. Seit August 2015 sind die deutschen Standorte von Walter Services im Besitz von Geschäftsführer Meinolf Brauer, die Standorte der Perry & Knorr GmbH sowie die Auslandsgesellschaften übernahm die Webhelp group.